# 2e cérémonie des Goyas
La 2e cérémonie des Goyas (ou Premios Goya), organisée par l'Academia de las artes y las ciencias cinematográficas de España, a eu lieu le 22 mars 1988 à Madrid et a récompensé les films sortis en 1987. Elle a été présentée par Fernando Rey.

## Palmarès

### Meilleur film
- La Forêt animée (El bosque animado)
  - Divinas palabras
  - El Lute, marche ou crève

### Meilleur réalisateur
- José Luis Garci pour Asignatura aprobada
  - Bigas Luna pour Angoisse
  - Vicente Aranda pour El Lute, marche ou crève

### Meilleur acteur
- Alfredo Landa pour La Forêt animée
  - Imanol Arias  pour El Lute, marche ou crève
  - José Manuel Cervino (es) pour La guerra de los locos

### Meilleure actrice
- Verónica Forqué pour La vida alegre
  - Victoria Abril pour El Lute, marche ou crève
  - Irene Gutiérrez Caba (es) pour La Maison de Bernarda Alba

### Meilleur acteur dans un second rôle
- Juan Echanove pour Divinas palabras
  - Agustín González pour Moros y cristianos
  - Pedro Ruiz (es) pour Moros y cristianos

### Meilleure actrice dans un second rôle
- Verónica Forqué pour Moros y cristianos 
  - Marisa Paredes pour Cara de acelga
  - Terele Pávez pour Laura, del cielo llega la noche

### Meilleur scénario original
- Rafael Azcona pour La Forêt animée
  - Manolo Matji (es) pour La guerra de los locos
  - Daniel Vega pour Policia (es)

### Meilleure direction artistique
- Rafael Palmero pour La Maison de Bernarda Alba
  - Félix Murcia pour La Forêt animée
  - Eduardo Torre de la Fuente (es) pour La monja alférez (es)

### Meilleurs costumes
- Javier Artiñano (es) pour La Forêt animée
  - Javier Artiñano (es) pour A los cuatro vientos
  - Pepe Rubio pour La Maison de Bernarda Alba

### Meilleure photographie
- Fernando Arribas pour Divinas palabras
  - Hans Burmann (de) pour La rusa
  - Javier Aguirresarobe pour La Forêt animée

### Meilleur montage
- Pablo González del Amo (es) pour Divinas palabras
  - Julio Peña (en) pour La estanquera de Vallecas
  - José Luis Matesanz pour Mi general

### Meilleur son
- Miguel Ángel Polo et Enrique Molinero pour Divinas palabras
  - Bernardo Menz et Enrique Molinero pour La Forêt animée
  - Carlos Faruolo et Enrique Molinero pour El pecador impecable (es)

### Meilleure musique originale
- José Nieto pour La Forêt animée
  - Milladoiro pour Divinas palabras
  - Raúl Alcover pour Los invitados (es)

### Meilleur film étranger en langue espagnole
- Lo que importa es vivir de Luis Alcoriza  Mexique
  - Homme regardant au sud-est d'Eliseo Subiela  Argentine
  - Un hombre de éxito (es)  de Humberto Solás  Cuba

### Meilleure direction de production
- Marisol Carnicero pour Cara de acelga
  - Mario Morales pour Asignatura aprobada
  - Daniel Vega pour Policía (es)

### Meilleurs effets spéciaux
- Francisco Teres pour Angoisse
  - Julián Martín pour A los cuatro vientos
  - John Collins pour Repose en paix

### Goya d'honneur
- Rafaela Aparicio